# Pallacanestro Trapani 1992-1993
Questa voce raccoglie le informazioni riguardanti la Pallacanestro Trapani nelle competizioni ufficiali della stagione 1992-1993.

## Verdetti stagionali
Competizioni nazionali
- Serie A2:

stagione regolare: 10º posto su 16 squadre (14-16);
Play-out: Girone giallo, 5º posto su 6 squadre (3-7);
- Coppa Italia:

eliminazione ai Sedicesimi di finale dalla Basket Rimini;

## Stagione
La stagione 1992-1993 della Pallacanestro Trapani è la 2ª nel secondo campionato italiano di pallacanestro, la Serie A2, classificandosi al 10º posto.

## Divise di gioco
Il fornitore ufficiale di materiale tecnico per la stagione 1992-1993 è Kronos.
| Casa | Trasferta | Alternativa | Alternativa |

## Organigramma societario
Area dirigenziale
- Presidente: Vincenzo Garraffa
- Direttore Sportivo: Valentino Renzi
- Dirigente: Francesco Todaro
- Dirigente: Franco Restivo

Area tecnica
- Allenatore: Riccardo Sales
- Vice allenatore: Giacomo Genovese
- Preparatore atletico: Giovanni Basciano
- Medico sociale:
- Addetto agli arbitri:
- Responsabile sett. giovanile: Domenico Ciotta

## Roster
| Pallacanestro Trapani 1992-1993 | Pallacanestro Trapani 1992-1993 |
| Giocatori                       | Staff tecnico                   |
| ------------------------------- | ------------------------------- |

| N. | Naz.                                   | Ruolo | Nome                         | Anno | Alt.   | Peso   |  |
| -- | -------------------------------------- | ----- | ---------------------------- | ---- | ------ | ------ |  |
| 4  | Francia (bandiera) · Italia (bandiera) | C     | Ezio Battistella             | 1969 | 204 cm |        |  |
| 5  | Stati Uniti (bandiera)                 | C     | Bobby Lee Hurt               | 1961 | 203 cm | 109 kg |  |
| 6  | Italia (bandiera)                      | G     | Stefano Tosi                 | 1966 | 196 cm |        |  |
| 7  | Italia (bandiera)                      | A     | Sergio Zucchi                | 1968 | 203 cm |        |  |
| 8  | Italia (bandiera)                      | P     | Marco Lokar                  | 1969 | 187 cm | 78 kg  |  |
| 9  | Italia (bandiera)                      | G     | Giuseppe Cassì               | 1963 | 187 cm |        |  |
| 10 | Italia (bandiera)                      | C     | Enrico Favero                | 1969 |        |        |  |
| 11 | Italia (bandiera)                      | C     | Claudio Castellazzi          | 1964 | 205 cm |        |  |
| 13 | Stati Uniti (bandiera)                 | A     | Wendell Alexis               | 1964 | 205 cm | 100 kg |  |
| 14 | Italia (bandiera)                      | PG    | Mario Piazza                 | 1969 | 194 cm | 94 kg  |  |
| 15 | Italia (bandiera)                      | C     | Marco Martin                 | 1964 | 202 cm |        |  |
|    | Italia (bandiera)                      | P     | David Dentici (dal 18/04/93) | 1975 |        |        |  |

| Allenatore                                                            |
| Riccardo Sales                                                        |
| Assistente/i                                                          |
| Giacomo Genovese Legenda - (C) Capitano - (IN) Inattivo - Infortunato |

## Mercato

### Sessione estiva
| Arrivi           | Arrivi              | Arrivi            |
| R                | Nome                | da                |
| ---------------- | ------------------- | ----------------- |
| C                | Bobby Lee Hurt      | Auxilium Torino   |
| P                | Marco Lokar         | Napoli Basket     |
| C                | Ezio Battistella    | Pall. Treviso     |
| A                | Sergio Zucchi       | Scandone Avellino |
| Altre operazioni |                     |                   |
| R                | Nome                | da                |
| A                | Vincenzo Crapanzano | Set. giovanile    |
| A                | Stefano Pietrini    | Set. giovanile    |
| G                | Giancarlo Mascetti  | Virtus Latina     |

| Partenze         | Partenze             | Partenze          |
| R                | Nome                 | a                 |
| ---------------- | -------------------- | ----------------- |
| C                | John Shasky          | Īraklīs Salonicco |
| P                | Francesco Mannella   | Valdarno Basket   |
| G                | Klaus Schluderbacher | Free agent        |
| Altre operazioni |                      |                   |
| R                | Nome                 | a                 |
| G                | Antonio Strazzera    | Free agent        |
| A                | Mario Romeo          | Free agent        |

### Operazioni esterne alla sessione
| Arrivi | Arrivi             | Arrivi     |
| R      | Nome               | da         |
| ------ | ------------------ | ---------- |
| P      | David Dentici      | Free agent |
| P      | Claudio La Commare | Free agent |

| Partenze | Partenze            | Partenze   |
| R        | Nome                | a          |
| -------- | ------------------- | ---------- |
| P        | Claudio La Commare  | Free agent |
| A        | Vincenzo Crapanzano | Free agent |
| A        | Stefano Pietrini    | Free agent |
| G        | Giancarlo Mascetti  | Free agent |

## Risultati

### Campionato

#### Girone di andata
| Arbitro: | Stefano Penserini |

|                |            |                   |
| Riccardo Sales | Allenatori | Virginio Bernardi |

| Arbitro: | Alberto Grossi |

|                     |            |                |
| Marcello Perazzetti | Allenatori | Riccardo Sales |

| Arbitri: | ? |

|                |            |                 |
| Riccardo Sales | Allenatori | Giancarlo Sacco |

| Arbitri: | Mauro Pozzana Matteo Vianello |

|                |            |                |
| Giampaolo Doro | Allenatori | Riccardo Sales |

| Trapani 18 ottobre 1992 5ª giornata | Pall. Trapani | 91 – 75 (34-32) referto | Pall. Varese | Palagranata |
| Riccardo Sales Allenatori Joe Isaac |               |                         |              |             |
|                                     |               |                         |              |             |
| Riccardo Sales                      | Allenatori    | Joe Isaac               |              |             |

| Arbitri: | Fabio Facchini ? |

|                 |            |                |
| Sergio Scariolo | Allenatori | Riccardo Sales |

| Arbitri: | Marcello Reatto ? |

|                |            |               |
| Riccardo Sales | Allenatori | Marco Calamai |

| Arbitri: | Tiziano Zancanella ? |

|                   |            |                |
| Stefano Michelini | Allenatori | Riccardo Sales |

| Arbitri: | ? |

|                |            |                   |
| Riccardo Sales | Allenatori | Valerio Bianchini |

| Arbitri: | Pierluigi D'Este Giuseppe Duva |

|                |            |              |
| Riccardo Sales | Allenatori | Tonino Zorzi |

| Arbitri: | Gennaro Colucci ? |

|              |            |                |
| Attilio Caja | Allenatori | Riccardo Sales |

| Arbitri: | Sergio Borroni ? |

|                |            |                    |
| Riccardo Sales | Allenatori | Franco Marcelletti |

| Arbitri: | ? |

|                   |            |                |
| Luigi Bergamaschi | Allenatori | Riccardo Sales |

| Arbitri: | Stefano Cazzaro ? |

|              |            |                |
| Piero Pasini | Allenatori | Riccardo Sales |

| Arbitri: | Angelo Tullio Guerrino Cerebuch |

|                |            |                     |
| Riccardo Sales | Allenatori | Stefano Pillastrini |

#### Girone di ritorno
| Arbitri: | Giampaolo Cicoria ? |

|                   |            |                |
| Virginio Bernardi | Allenatori | Riccardo Sales |

| Arbitri: | Mauro Pozzana Matteo Vianello |

|                |            |            |
| Riccardo Sales | Allenatori | John Fultz |

| Arbitri: | ? |

|                  |            |                |
| Mario Parrinello | Allenatori | Riccardo Sales |

| Arbitri: | Tiziano Zancanella ? |

|                |            |                |
| Riccardo Sales | Allenatori | Giampaolo Doro |

| Arbitri: | Stefano Cazzaro ? |

|           |            |                |
| Joe Isaac | Allenatori | Riccardo Sales |

| Arbitri: | Pietro Pallonetto ? |

|                |            |                 |
| Riccardo Sales | Allenatori | Sergio Scariolo |

| Arbitri: | Pierluigi D'Este Maurizio Pascotto |

|               |            |                |
| Marco Calamai | Allenatori | Riccardo Sales |

| Arbitri: | Roberto Pasetto Guerrino Cerebuch |

|                |            |                   |
| Riccardo Sales | Allenatori | Stefano Michelini |

| Arbitri: | ? |

|                   |            |                |
| Valerio Bianchini | Allenatori | Riccardo Sales |

| Arbitri: | Marcello Reatto Fabio Vianello |

|              |            |                |
| Tonino Zorzi | Allenatori | Riccardo Sales |

| Arbitri: | ? |

|                |            |              |
| Riccardo Sales | Allenatori | Attilio Caja |

| Arbitri: | ? |

|                    |            |                |
| Franco Marcelletti | Allenatori | Riccardo Sales |

| Arbitri: | ? |

|                |            |                   |
| Riccardo Sales | Allenatori | Luigi Bergamaschi |

| Arbitri: | Angelo Tullio ? |

|                |            |              |
| Riccardo Sales | Allenatori | Piero Pasini |

| Arbitri: | Mauro Pozzana Fabio Vianello |

|                     |            |                |
| Stefano Pillastrini | Allenatori | Riccardo Sales |

#### Play-out

##### Girone giallo

###### Girone di andata
| Arbitri: | ? |

|                |            |                   |
| Riccardo Sales | Allenatori | Stefano Michelini |

| Arbitri: | Guerrino Cerebuch ? |

|                |            |                |
| Dario Bellandi | Allenatori | Riccardo Sales |

| Arbitri: | ? |

|                |            |                 |
| Riccardo Sales | Allenatori | Franco Casalini |

| Arbitri: | Giampaolo Cicoria Sergio Borroni |

|                |            |                  |
| Riccardo Sales | Allenatori | Massimo Bernardi |

| Arbitri: | ? |

|                   |            |                |
| Valerio Bianchini | Allenatori | Riccardo Sales |

###### Girone di ritorno
| Arbitri: | Alberto Grossi ? |

|                   |            |                |
| Stefano Michelini | Allenatori | Riccardo Sales |

| Arbitri: | Tiziano Zancanella ? |

|                |            |                |
| Riccardo Sales | Allenatori | Dario Bellandi |

| Arbitri: | Fabio Facchini Paolo Taurino |

|                 |            |                |
| Franco Casalini | Allenatori | Riccardo Sales |

| Arbitri: | Guerrino Cerebuch ? |

|                  |            |                |
| Massimo Bernardi | Allenatori | Riccardo Sales |

| Arbitri: | Stefano Cazzaro Maurizio Pascotto |

|                |            |                   |
| Riccardo Sales | Allenatori | Valerio Bianchini |

### Coppa Italia

#### Sedicesimi di finale
| Arbitri: | ? |

|                |            |                  |
| Riccardo Sales | Allenatori | Massimo Bernardi |

| Arbitri: | ? |

|                  |            |                |
| Massimo Bernardi | Allenatori | Riccardo Sales |

## Statistiche dei giocatori
| Nome                | Pun  | G  |
| ------------------- | ---- | -- |
| Wendell Alexis      | 1032 | 40 |
| Bobby Lee Hurt      | 707  | 40 |
| Marco Lokar         | 454  | 40 |
| Giuseppe Cassì      | 338  | 40 |
| Mario Piazza        | 242  | 39 |
| Stefano Tosi        | 239  | 40 |
| Ezio Battistella    | 161  | 33 |
| Marco Martin        | 72   | 25 |
| Enrico Favero       | 38   | 17 |
| Sergio Zucchi       | 29   | 12 |
| Claudio Castellazzi | 11   | 5  |
| Totali stagionali   | 3323 | 40 |